# (73807) 1995 SZ29
1995 أس زد 29 (ويعرف أيضًا باسم (73807) 1995 أس زد 29 وفق تسمية الكوكب الصغير) (بالإنجليزية: 1995 SZ29)‏ هو كويكب ضمن حزام الكويكبات؛ وترتيبه 73807 من حيث الاكتشاف.
اكتُشف هذا الجُرم الفلكي بواسطة Kin Endate ‏ في 22 سبتمبر 1995.

## وصلات خارجية
- (73807) 1995 SZ29 في قاعدة بيانات مختبر الدفع النفاث لأجرام النظام الشمسي الصغيرة

- الاكتشاف · مخطط المدار ·  العناصر المدارية · المعلمات المادية

- (73807) 1995 SZ29 على موقع ويكي سكاي: DSS2, SDSS, GALEX, IRAS, Hydrogen α, X-Ray, Astrophoto, Sky Map, Articles and images